# Rachid Ghezzal
Rachid Ghezzal (ur. 9 maja 1992 w Décines-Charpieu) – algierski piłkarz grający na pozycji pomocnika w tureckim klubie Beşiktaş oraz w reprezentacji Algierii.

## Kariera klubowa
Swoją karierę piłkarską Ghezzal rozpoczął w 1997 roku w klubie FC Vaulx-en-Velin. W 2004 roku podjął treningi w juniorach Olympique Lyon. W 2009 roku zaczął grać w rezerwach tego klubu w czwartej lidze francuskiej. W 2012 roku stał się również członkiem pierwszego zespołu Olympique. 21 października 2012 zadebiutował w Ligue 1 w wygranym 1:0 domowym meczu ze Stade Brestois 29, gdy w 78. minucie zmienił Bafétimbiego Gomisa. 24 lutego 2013 strzelił pierwszego gola w Ligue 1, a Lyon pokonał FC Lorient 3:1. W sezonie 2014/2015 wywalczył z Lyonem wicemistrzostwo Francji. Latem 2017 nie przedłużył kontraktu z OL i na zasadzie wolnego transferu przeszedł do AS Monaco.
| Sezon   | Klub                | Kraj    | Rozgrywki      | Mecze | Gole |
| ------- | ------------------- | ------- | -------------- | ----- | ---- |
| 2009/10 | Olympique Lyon B    | Francja | CFA            | 6     | 0    |
| 2010/11 | Olympique Lyon B    | Francja | CFA            | 14    | 4    |
| 2011/12 | Olympique Lyon B    | Francja | CFA            | 21    | 4    |
| 2012/13 | Olympique Lyon      | Francja | Ligue 1        | 14    | 1    |
| 2013/14 | Olympique Lyon B    | Francja | CFA            | 10    | 1    |
| 2014/15 | Olympique Lyon      | Francja | Ligue 1        | 18    | 0    |
| 2015/16 | Olympique Lyon      | Francja | Ligue 1        | 29    | 8    |
| 2016/17 | Olympique Lyon      | Francja | Ligue 1        | 26    | 2    |
| 2017/18 | AS Monaco FC        | Francja | Ligue 1        | 26    | 2    |
| 2018/19 | Leicester City F.C. | Anglia  | Premier League | 19    | 1    |

## Kariera reprezentacyjna
Ghezzal grał w 2013 roku w reprezentacji Francji U-21. W reprezentacji Algierii zadebiutował 26 marca 2015 roku w przegranym 0:1 towarzyskim meczu z Katarem, rozegranym w Dosze.